# Sông Purus

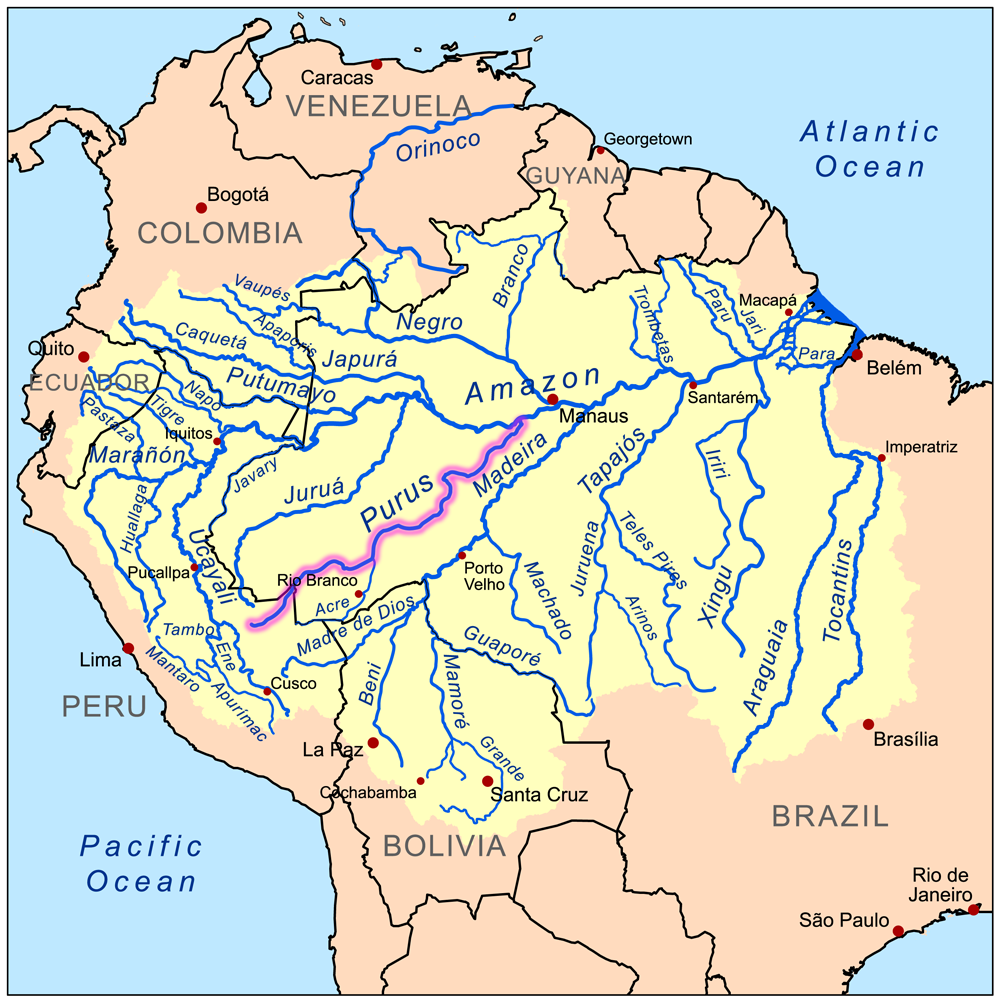
Bản đồ bồn địa Amazon với sông Purus được tô đậm

Purus là một trong những chi lưu chính của sông Amazon. Diện tích lưu vực sông là 63.166 km2 (24.389 dặm vuông Anh), là lưu lượng nước trung bình là 8.400 m³/s.
Sông đổ vào Amazon ở phía tây điểm hợp dòng của sông Madeira, và hai dòng sông cũng chảy gần như song song với nhau xa về phía tây nam. Sông chảy qua một cánh rừng liên tục tại điểm vệt lõm lớn nằm giữa sông Madeira, ven theo mép của cao nguyên Brasil, và Ucayali vốn ôm vào dãy Andes. Sông tạo thành một phần nhỏ trong tuyến biên giới giữa Brasil và Peru.
William Chandless đã khám phá ra rằng mực nước biển chỉ là 107 feet (33 m) ở 590 mi (950 km) tính từ cửa sông. Đây là một trong những dòng chảy uốn khúc nhất thế giới, với chiều dài theo đường thẳng ít hơn một nửa nếu tính theo chiều dài thực. Sông là đường thoát nước duy nhất cho các khu vực bán ngập hay ngập mà nó chảy qua.
Sông có khả năng thông hành đối với tàu hơi nước là 1648 mi (2650 km). Tại 1792 mi (2,880 km) sông phân thành hai nhánh nhỏ. Đôi khi có một vách đá chạm đến bờ sông, nhưng các vùng đất xung quanh sông thường bị ngập lụt hàng năm, vào lúc đó, mực nước sông lên tới 50 feet (15 m), một số hồ bên tả và hữu của sông là những hồ chứa.
Chi lưu chính của sông là Aquiry hay sông Acre, đổ vào từ phía hữu cách 1104 mi (1777 km) từ điểm hợp dòng vào Amazon. Khởi nguồn của sông này nằm gần Mayutata. Sông có khả năng thông hành khoảng 5 tháng mỗi năm, khi thung lũng Purus bị ngập nước; và trong bảy tháng còn lại, chỉ cano có thể tiếp cận với các khu vực định cư của khu vực trống cao su lớn tại Mayutata và hạ Beni; do đó các khu vực này buộc phải tìm kiếm một lối đi để vận chuyển các sản phẩm của mình bằng con đường rất nguy hiếm, tốn kém và mất thời gian cũng như nhiều thác ghềnh trên sông Madeira.
Năm 2008 một nền văn minh thời kỳ tiến Comlombo đã được khám phá tại khu vực thượng du của sông gần biên giới với Bolivia. Sau khi nhiều khu rừng trong khu vực đã biến mất để giành chỗ cho nông nghiệp, các bức ảnh vệ tinh đã cho thấy ccacs côn sự đào đắp hình học lớn.